# Гргур Стјепанић
Гргур Стјепанић (умро после 1357) је био великаш из Доњих Краја, припадник породице Хрватинића.

## Биографија
Гргур Стјепанић се у изворној грађи помиње након 1320. године. Он се у литератури доводи у везу са Стјепаном, зачетником Хрватинића. Преовладава мишљење да је Гргур био млађи брат Хрватина Стјепанића или син Хрватинова брата Стјепана. Изворна грађа, међутим, познаје Гојислава Стјепанића који је био Хрватинов рођак или брат. Гојислав се помиње 1322. и 1338. године као великаш из околине Задра. У изворима се не доводи у везу са Хрватинићима и њиховим поседима у Доњим Крајима. Гргур је савременик Хрвтинових синова, Вукослава, Павла и Вукца. Први пут се помиње у повељи босанског бана Стефана II Котроманића за коју не знамо када је издата. За верну службу бан је Гргуру даровао села Чечаву, Храстуш, Јакеш, Воловић и Модричу. Гргур је ова села добио у знак захвалности бана у чије име је био на челу изасланства у Бугарској. Гргур је уговорио брак Стефана и бугарске принцезе. Бан назива Гргура "великим кнезом". Гргур се помиње још 1357. године у вези са уступањем својих поседа у Доњим Крајима угарском краљу Лајошу I Анжујском (1342-1382). Није, међутим, сигурно да се ради о истим личностима.